# های ویچ
های ویچ (به انگلیسی: High Wych) یک روستا و محله مدنی در بریتانیا است که در East Hertfordshire واقع شده‌است.های ویچ ۴۴۳ نفر جمعیت دارد.